# Ригровы сады
Ригровы сады (чеш. Riegrovy sady) — городской парк площадью около 11 га, расположенный в Праге в районе Винограды. В парке есть большие газоны, детские площадки, стадион TJ Bohemians и спортивная площадка TJ Sokol Vinohrady. В северной части сады прилегают к району Жижков. Известны панорамным видом на старый город Праги и Пражский град.

## История
Ригровы сады названы в честь чешского адвоката и политика Ф. Л. Ригера. Они были созданы в 1902 году как часть городского плана для Краловских Виноградов путем слияния бывшего сада Каналка и садов усадеб Сарацинка, Пштроска, Швиганка и Кухинка. Парк был основан здесь в 1904 году директором сада Каналка Леопольдом Батеком. Помимо некоторых редких деревьев, со времён Каналки сохранился надгробный памятник графини Бригитте Каналь, урождённой Таафе (1723—1810), жены основателя сада Йозефа Эмануэля Каналя. Памятник имеет форму треугольного обелиска из песчаника.
Уже в 1905 году «Первый русский путеводитель по Чехии, Моравии и другим австрийским славянским землям» отмечал: «Ригровы сады — одно из любимейших мест виноградских жителей; здесь в особенности кипит жизнь во время концертов, которые бывают несколько раз в неделю».
В 1913 году в юго-западной части был открыт бронзовый памятник Франтишеку Ладиславу Ригеру, созданный Й. В. Мысльбеком, эскиз которого автор создал десятилетиями ранее, в 1880-х годах. Около 1930 года здание конструктивистского спорткомплекса Sokolovna было построено на месте тренировочной площадки. В местном гимнастическом зале тренировались участники районных спартакиад. В честь первой спартакиады была установлена бронзовая статуя спортсмена с обручем (скульптор Ладислав Коваржик). Чтобы отпраздновать 150-летие основания спортивного общества «Сокол» в Краловских Виноградах, Карел и Петр Голубовы создали памятник из стали, расположенный в Парке.
Во время Второй мировой войны парк переименовали в Сады Сметаны. Из парка открывается вид на Пражский Град, Малый город и Центральный железнодорожный вокзал.

## Фотогалерея

Скульптуры в Ригровых садах
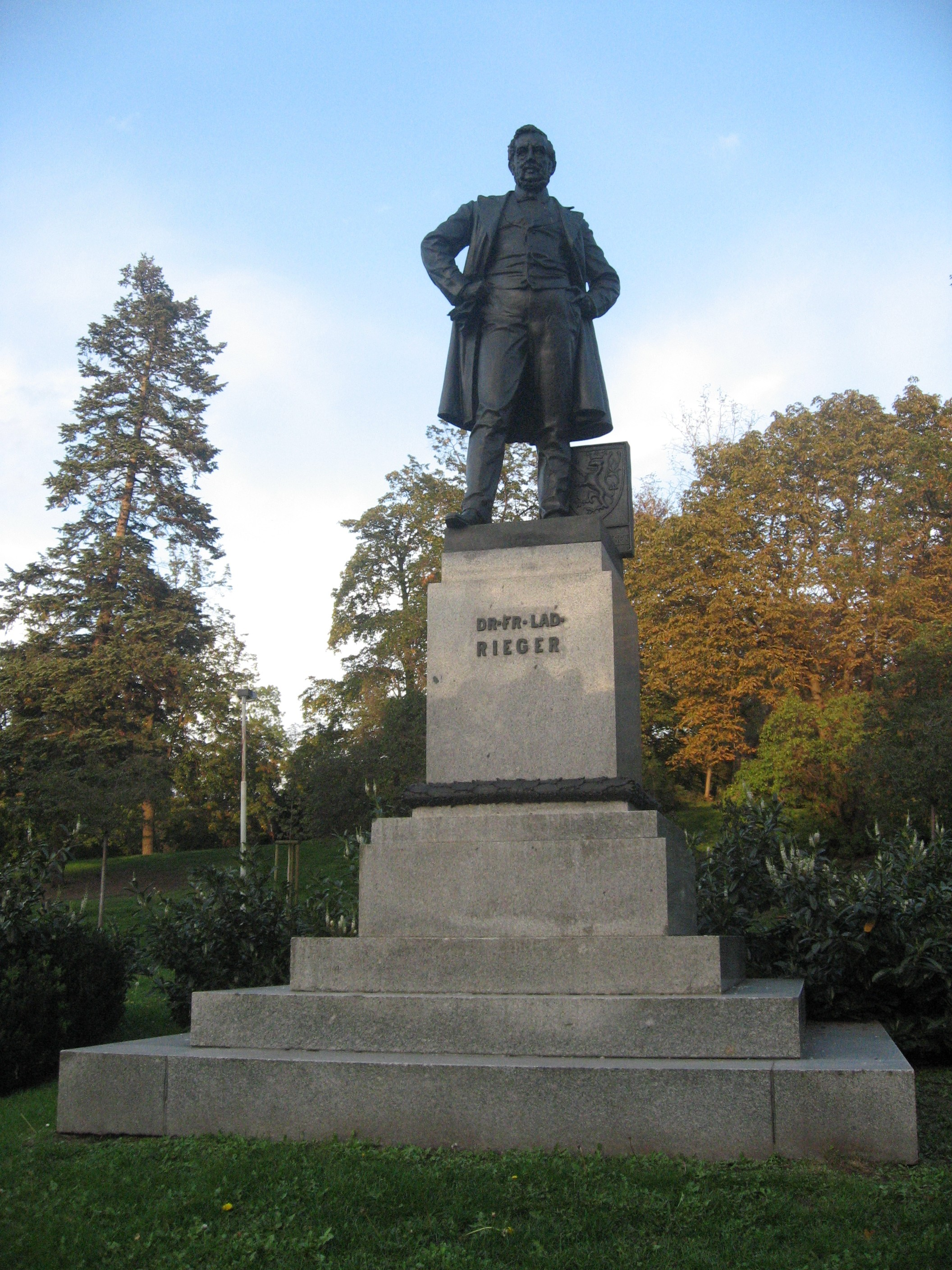
Статуя Ф. Л. Ригера работы Й. В. Мысльбека
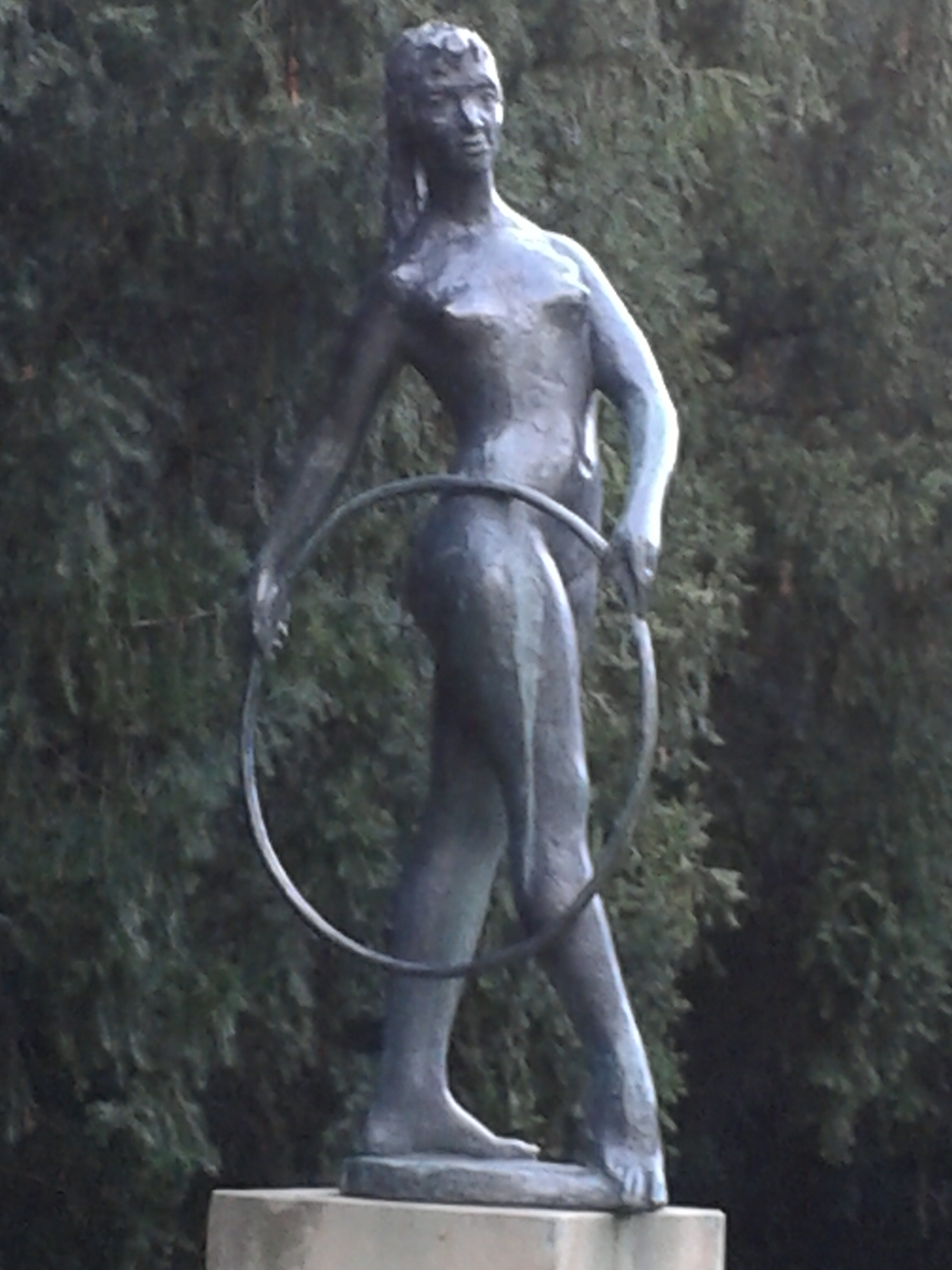
«Девушка с обручем» Л. Коваржика
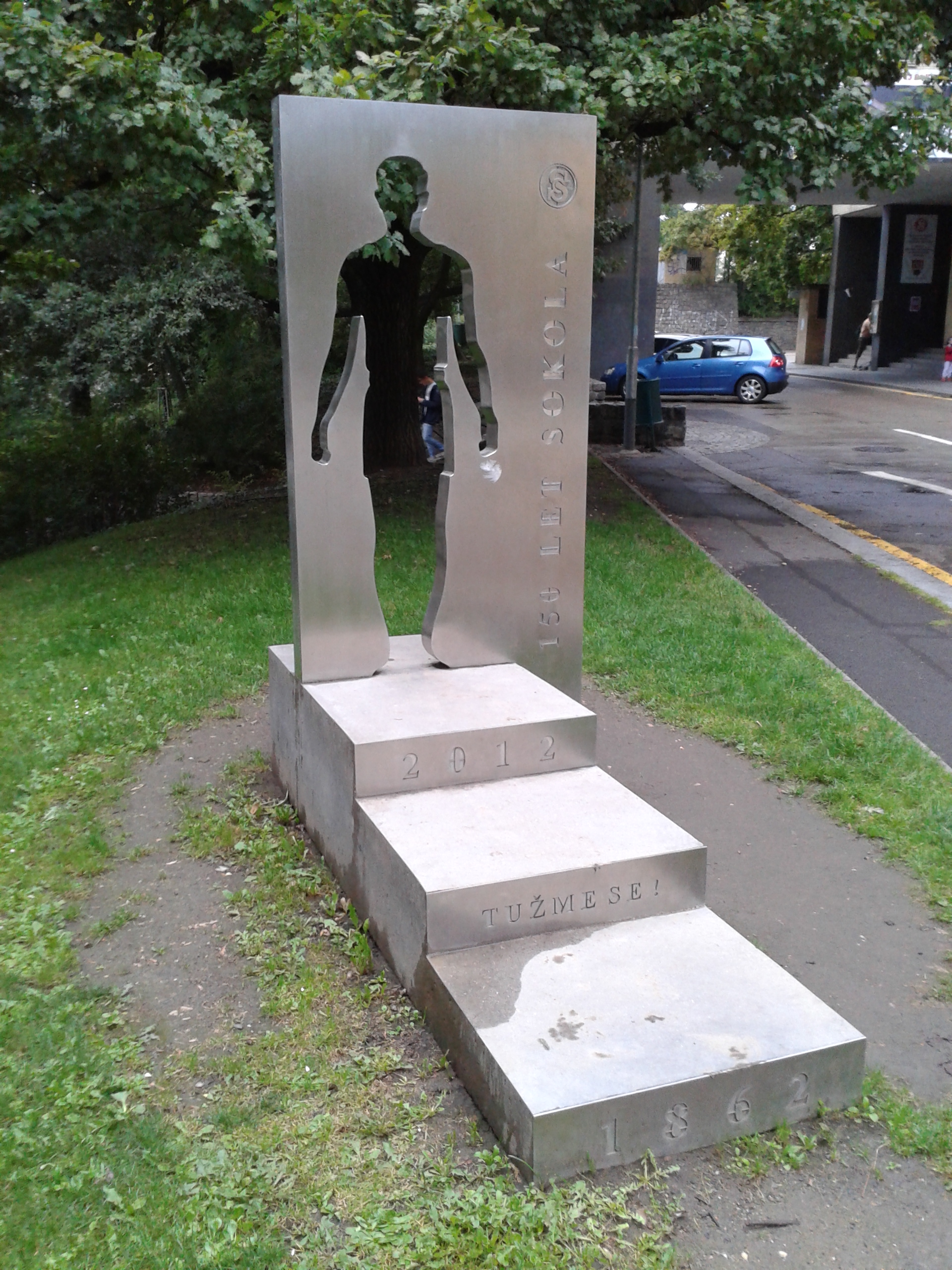
Памятник 150-летию общества «Сокол»
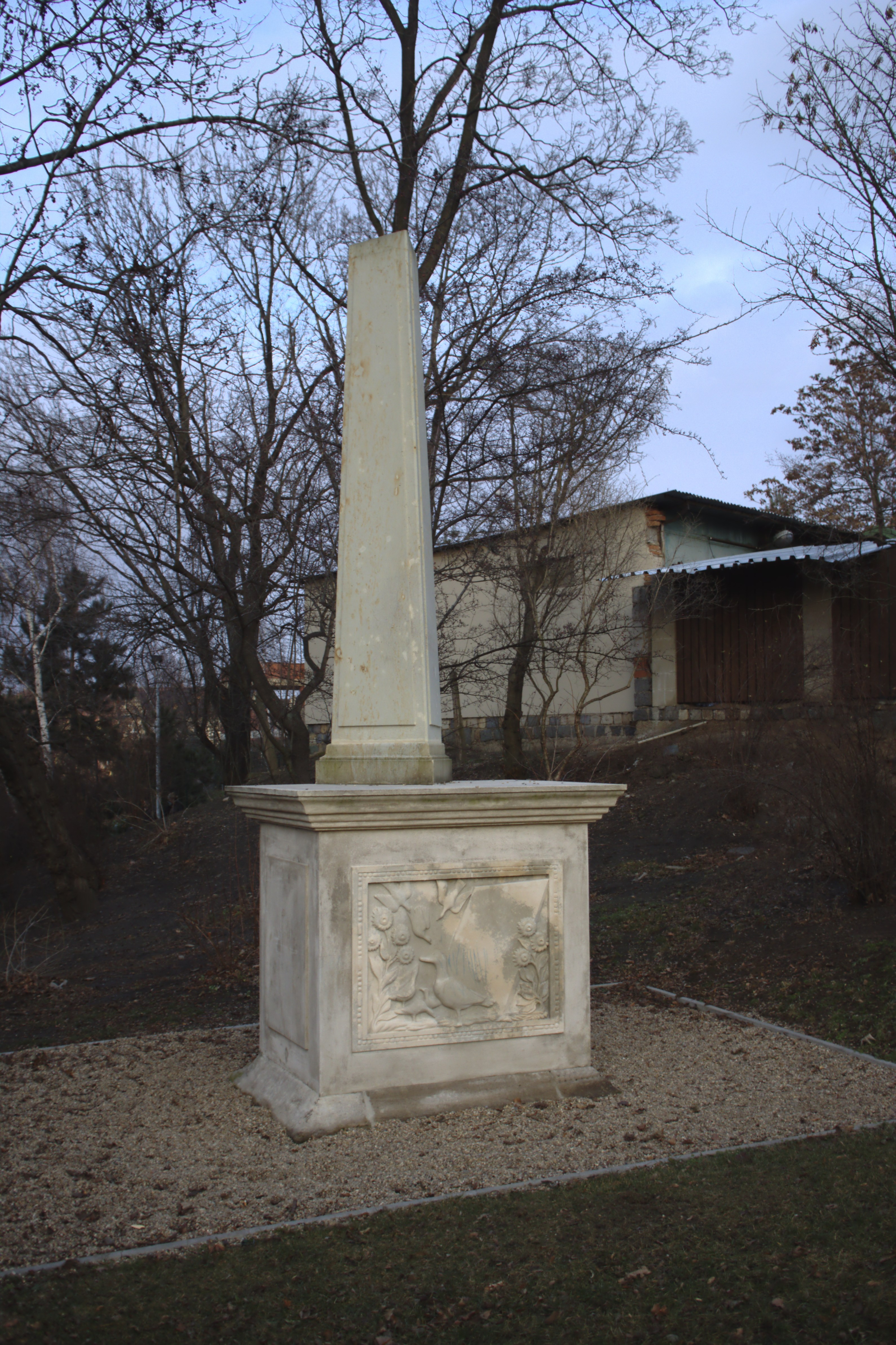
Обелиск графине Бригитте фон Каналь